# Marco Ciani
Marco Tulio Ciani Barillas (n. 7 de marzo de 1987, Ciudad de Guatemala, Guatemala) y es un futbolista guatemalteco. Juega en la posición de volante y actualmente juega en Xinabajul Huehue. Ciani creció como jugador en las divisiones inferiores de Comunicaciones de Guatemala, luego se dio a conocer en la Liga Mayor, jugando para la categoría mayor de Comunicaciones. También ha formado parte del Xelajú M.C. y de la Universidad SC. El 19 de diciembre de 2012, firmó un contrato por dos temporadas y media con el CSD Municipal. En junio de 2014, Ciani ficha por San Marcos de Arica de la Primera División de Chile, siendo además su primera experiencia en el extranjero. Últimamente ha jugado en equipos de la Primera División de Guatemala como  FC Chimaltenango y  Aurora FC.

## Clubes
| Club                | País      | Año       |
| ------------------- | --------- | --------- |
| Comunicaciones      | Guatemala | 2007-2010 |
| Xelajú M.C.         | Guatemala | 2010-2012 |
| Universidad SC      | Guatemala | 2012      |
| CSD Municipal       | Guatemala | 2012-2014 |
| San Marcos de Arica | Chile     | 2014      |
| CSD Municipal       | Guatemala | 2015      |
| Aurora FC           | Guatemala | 2017-2018 |
| Chimaltenango FC    | Guatemala | 2018      |
| Huehuetenango       | Guatemala | 2019      |